# Massacro del festival musicale Supernova
Il massacro del festival musicale Supernova è avvenuto il 7 ottobre 2023, vicino al kibbutz di Re'im. La strage è stata compiuta dalle Brigate Ezzedin al-Qassam provenienti dalla striscia di Gaza. Secondo le forze di difesa israeliane, le vittime dell'attacco sono state 378 (di cui 344 civili), mentre 44 persone sono state prese in ostaggio e portate nella striscia di Gaza.

## Antefatti
Il festival di musica psy-trance Supernova Sukkot Gathering è stato programmato per il 6 e 7 ottobre 2023, cioè subito dopo il termine della settimana di celebrazione del Sukkot. È stato organizzato da un promotore chiamato Nova come edizione israeliana di Universo Paralello, un festival nato circa vent'anni prima nello stato del Bahia, in Brasile. L'evento si è svolto nel deserto del Negev, nei pressi del kibbutz di Re'im, a circa 5 km dalla Striscia di Gaza. Gli organizzatori avrebbero scelto il luogo definitivo solo due giorni prima dell'inizio del festival, dopo aver ricevuto disdetta dalla location prevista (anch'essa nel Sud di Israele).
Il sito del festival comprendeva tre palchi, una zona destinata al campeggio e un'area ristoro con un bar. Il numero di partecipanti è stato stimato tra le 3 000 e le 4 400 persone. Secondo le testimonianze dei presenti, al festival erano presenti addetti alla sicurezza.

## Il massacro
Il festival musicale è stato tra i primi obiettivi dell'attacco a sorpresa contro Israele, lanciato da Hamas nelle prime ore del 7 ottobre 2023.
Un partecipante ha dichiarato che, dopo aver interrotto l'elettricità, un gruppo di circa 50 combattenti di Hamas è arrivato con furgoni e ha sparato in tutte le direzioni. Almeno alcuni dei combattenti di Hamas che hanno attaccato il festival si sono infiltrati in Israele volando con paramotori, arrivando intorno alle 6:30 del mattino, all'alba. Mentre i partecipanti al festival fuggivano in preda al panico, dei fuoristrada carichi di combattenti hanno iniziato a sparare alle auto in fuga. I combattenti hanno anche bloccato le strade. Il terreno aperto ha lasciato pochi luoghi dove nascondersi. Molti partecipanti che si sono nascosti nei bagni chimici e tra gli alberi sono stati uccisi mentre i militanti li bersagliavano metodicamente. Altri che si sono nascosti tra cespugli e frutteti sono riusciti a sopravvivere.
Immagini aeree del luogo verificate in modo indipendente mostravano decine di auto bruciate e segni di frenata.

## Vittime
ZAKA, il gruppo comunitario di risposta alle emergenze di Israele, ha riportato di aver recuperato almeno 260 corpi dal luogo della festa.
Successivamente all'identificazione forense dei corpi e dei resti umani da parte delle autorità il numero delle vittime è aumentato notevolmente, venendo definitivamente aggiornato a 364 morti, mentre gli ostaggi catturati vivi sono stati solo 40. In particolare ha avuto ampia risonanza mediatica il caso di Shani Louk, giovane influencer il cui corpo denudato era apparso a bordo di un pick-up in un video virale diffuso da Hamas poco dopo l'eccidio, sfilando per le strade di Gaza tra le percosse e l'esultanza della folla. Il video aveva lasciato supporre che la ragazza potesse essere svenuta e gravemente ferita, ma comunque ancora viva e trattenuta come ostaggio. Invece il 31 ottobre la stessa famiglia rivelava che sul luogo della strage è stato rinvenuto un osso del cranio che il test del DNA ha attribuito alla giovane influencer senza alcun dubbio. Shani Louk pertanto è stata aggiunta alle vittime effettive come molti altri.

## Reazioni e controversie
Inizialmente il gruppo Hamas ha dichiarato di non aver assassinato alcun civile, arrivando a negare l'esistenza stessa dell'eccidio bollato come propaganda israeliana. Successivamente al diffondersi virale di video e testimonianze incontrovertibili, il leader di Hamas Saleh al-Arouri fornisce una nuova versione dei fatti, ribadendo che i guerriglieri non hanno preso di mira i civili, i quali piuttosto sarebbero stati massacrati da privati cittadini di Gaza che durante il tumulto sarebbero fuoriusciti dai varchi nelle difese israeliane aperti dalle brigate di Hamas. 
Il 19 novembre la stessa Autorità Nazionale Palestinese arriverà a difendere l'operato di Hamas, sostenendo che tutte le vittime del festival furono causate dai soldati israeliani in ottemperanza alla Direttiva Annibale, una procedura che in caso di sequestro di ostaggi imporrebbe alle forze armate israeliane di bersagliare i sequestratori anche a costo di causare la morte degli ostaggi. Considerata oltraggiosa dal governo israeliano (essendo peraltro la Direttiva Annibale stata cancellata dal 2016), la ricostruzione dell'ANP - completamente priva di riscontri oggettivi, smentita dalle testimonianze dei sopravvissuti e dell'abbondante materiale video e autoptico - è stata successivamente ritrattata.
Il quotidiano israeliano Haaretz, citando indiscrezioni trapelate dalle indagini della polizia, ha poi riferito che in un caso si è accertato che un elicottero israeliano avrebbe aperto il fuoco per colpire i guerrieri di Hamas presenti sul luogo della strage; esso potrebbe quindi aver causato alcune delle vittime civili secondo il giornale, anche se il governo ha respinto l'addebito.
Secondo la polizia israeliana, Hamas non avrebbe pianificato in anticipo l'assalto al festival, in quanto non era a conoscenza del suo svolgimento. Solo quando l'Operazione Diluvio al-Aqṣā era già in corso, i combattenti nella zona si sarebbero resi conto dell'esistenza dell'evento e avrebbero dunque deciso di convergere lì. L'ipotesi è supportata dal fatto che le mappe in possesso dei militanti di Hamas non includevano il festival tra gli obiettivi dell'operazione. Inoltre, i militanti non sono arrivati sul posto dal lato più vicino al confine con la Striscia di Gaza, ma da un'autostrada.